# 263-й истребительный авиационный полк
263-й истребительный авиационный Померанский ордена Суворова  полк (263-й иап) — воинская часть Военно-воздушных сил (ВВС) Вооружённых Сил РККА, принимавшая участие в боевых действиях Великой Отечественной войны.

## Наименования полка
За весь период своего существования полк несколько раз менял своё наименование:
- 1-й истребительный авиационный полк особого назначения;
- 401-й истребительный авиационный полк особого назначения;
- 263-й истребительный авиационный полк;
- 263-й истребительный авиационный Померанский полк;
- 263-й истребительный авиационный Померанский ордена Суворова полк;
- Полевая почта 49718.

## Создание полка
263-й истребительный авиационный полк согласно распоряжению начальника 1-го Управления Главного Управления ВВС РККА образован из 401-го истребительного авиационного полка особого назначения 16 августа 1941 года.

## Расформирование полка
263-й истребительный авиационный Померанский ордена Суворова полк расформирован в составе 3-й гвардейской авиационной дивизии 16-й воздушной армии Группы советских оккупационных войск в Германии. Летно-технический состав направлен на пополнение 32-го, 63-го и 137-го гв. иап

## В действующей армии
В составе действующей армии:
- с 22 августа 1941 года по 12 октября 1941 года,
- с 1 апреля 1942 года по 3 августа 1942 года,
- с 1 ноября 1942 года по 29 апреля 1943 года,
- с 26 мая 1943 года по 30 сентября 1943 года,
- с 21 июня 1944 года по 8 сентября 1944 года,
- с 12 ноября 1944 года по 9 мая 1945 года

## Командиры полка
| Звание              | Имя                                 | Период                     | Примечание |
| ------------------- | ----------------------------------- | -------------------------- | ---------- |
| подполковник        | Супрун Степан Павлович (погиб)      | 26.06.1941 — 04.07.1941 г. | погиб      |
| капитан             | Коккинаки Константин Константинович | 08.07.1941 — 16.08.1941    |            |
| майор               | Соколов Михаил Иванович             | 19.08.1941 — 12.1941       |            |
| капитан             | Голубничий Фёдор Фёдорович          | 12.1941 — 13.04.1942       |            |
| майор               | Косенко Василий Васильевич          | 09.05.1942 — 15.12.1942    |            |
| капитан, майор      | Кузнецов Виктор Иванович            | 12.1942 — 01.1943          | (погиб)    |
| майор, подполковник | Алифанов Николай Григорьевич        | 23.02.1943 — 28.06.1944    |            |
| майор               | Чалов Владимир Макарович            | 01.08.1944 — 09.10.1944    |            |
| подполковник        | Егоров Пётр Дмитриевич              | 09.10.1944 — 31.12.1945    |            |

## В составе соединений и объединений
| Период        | Фронт (округ)                                   | армия                                | корпус                                            | дивизия                                            | примечание |
| ------------- | ----------------------------------------------- | ------------------------------------ | ------------------------------------------------- | -------------------------------------------------- | --- |
| 16.08.1941 г. | Западный фронт                                  | ВВС фронта                           |                                                   | 43-я истребительная авиационная дивизия            | переименован в 263-й иап, МиГ-3 |
| 12.10.1941 г. | Западный фронт                                  | ВВС фронта                           |                                                   | 43-я истребительная авиационная дивизия            | убыл на доукомплектование |
| 01.12.1941 г. | Закавказский военный округ                      | ВВС округа                           |                                                   | 25-й запасной истребительный авиационный полк      | Аджикабул |
| 01.12.1941 г. | Московский военный округ                        | ВВС округа                           |                                                   | 1-й запасной истребительный авиационный полк       | Чебоксары, ЛаГГ-3 |
| 24.03.1942 г. | Московский военный округ                        | ВВС округа                           |                                                   | 1-й запасной истребительный авиационный полк       | убыл на Брянский фронт, ЛаГГ-3 |
| 01.04.1942 г. | Брянский фронт                                  | ВВС фронта                           |                                                   | 7-я ударная авиационная группа                     | ЛаГГ-3 |
| 16.05.1942 г. | Брянский фронт                                  | 2-я воздушная армия                  |                                                   | 207-я истребительная авиационная дивизия           | ЛаГГ-3 |
| 07.07.1942 г. | Брянский фронт                                  | 2-я воздушная армия                  |                                                   | 207-я истребительная авиационная дивизия           | Прекратил вести боевую работу. Лётный состав убыл в 4-й зиап Приволжского ВО в г. Моршанск Тамбовской области, в 207-й иад остались штаб и техсостав полка без матчасти |
| 04.08.1942 г. | Приволжский военный округ                       | ВВС округа                           |                                                   | 4-й запасной истребительный авиационный полк       | Моршанск, Ла-5 |
| 18.10.1942 г. | Резерв Верховного Главнокомандования            |                                      | 2-й истребительный авиационный корпус             | 215-я истребительная авиационная дивизия           | Ла-5 |
| 01.11.1942 г. | Калининский фронт                               |                                      | 2-й истребительный авиационный корпус             | 215-я истребительная авиационная дивизия           | Ла-5 |
| 10.11.1942 г. | Калининский фронт                               | 3-я воздушная армия                  | 2-й истребительный авиационный корпус             | 215-я истребительная авиационная дивизия           | Ла-5 |
| 30.12.1942 г. | Волховский фронт                                | 14-я воздушная армия                 | 2-й истребительный авиационный корпус             | 215-я истребительная авиационная дивизия           | Ла-5 |
| 26.02.1943 г. | Калининский фронт                               | 3-я воздушная армия                  | 2-й истребительный авиационный корпус             | 215-я истребительная авиационная дивизия           | Ла-5 |
| 30.04.1943 г. | Степной военный округ                           | Резерв Верховного Главнокомандования | 2-й истребительный авиационный корпус             | 215-я истребительная авиационная дивизия           | Ла-5 |
| 26.05.1943 г. | Западный фронт                                  | 1-я воздушная армия                  | 2-й истребительный авиационный корпус             | 215-я истребительная авиационная дивизия           | Ла-5 |
| 25.06.1943 г. | Западный фронт                                  | 1-я воздушная армия                  | 8-й истребительный авиационный корпус             | 215-я истребительная авиационная дивизия           | Ла-5 |
| 01.10.1943 г. | Харьковский военный округ                       | Резерв Верховного Главнокомандования | 8-й истребительный авиационный корпус             | 215-я истребительная авиационная дивизия           | г. Чугуев, боевой работы не вёл, занимаясь учебно-боевой подготовкой. Переформирован за счёт расформированного 522-го иап.                                              |
| 12.05.1944 г. | Киевский военный округ                          | Резерв Верховного Главнокомандования | 8-й истребительный авиационный корпус             | 215-я истребительная авиационная дивизия           | аэр. Бородянка |
| 17.06.1944 г. | Белорусский фронт                               | Резерв Верховного Главнокомандования | 8-й истребительный авиационный корпус             | 215-я истребительная авиационная дивизия           | Ла-5 |
| 21.06.1944 г. | Белорусский фронт                               | 16-я воздушная армия                 | 8-й истребительный авиационный корпус             | 215-я истребительная авиационная дивизия           | Ла-5 |
| 01.08.1944 г. | 2-й Белорусский фронт                           |                                      | 8-й истребительный авиационный корпус             | 215-я истребительная авиационная дивизия           | Ла-5 |
| 05.08.1944 г. | 2-й Белорусский фронт                           | 4-я воздушная армия                  | 8-й истребительный авиационный корпус             | 215-я истребительная авиационная дивизия           | Ла-5 |
| 09.09.1944 г. | Резерв Верховного Главнокомандования            |                                      | 8-й истребительный авиационный корпус             | 215-я истребительная авиационная дивизия           | аэр. Россь, Ла-5 |
| 12.11.1944 г. | 2-й Белорусский фронт                           | 4-я воздушная армия                  | 8-й истребительный авиационный корпус             | 215-я истребительная авиационная дивизия           | Ла-5 |
| 09.05.1945 г. | 2-й Белорусский фронт                           | 4-я воздушная армия                  | 8-й истребительный авиационный корпус             | 215-я истребительная авиационная дивизия           | Ла-7 |
| 10.06.1945 г. | Группа советских оккупационных войск в Германии | 4-я воздушная армия                  | 8-й истребительный авиационный корпус             | 215-я истребительная авиационная дивизия           | Ла-7 |
| 26.12.1945 г. | Группа советских оккупационных войск в Германии | 16-я воздушная армия                 | 1-й гвардейский истребительный авиационный корпус | 3-я гвардейская истребительная авиационная дивизия | Ла-7 |
| 22.03.1947 г. | Группа советских оккупационных войск в Германии | 16-я воздушная армия                 | 1-й гвардейский истребительный авиационный корпус | 3-я гвардейская истребительная авиационная дивизия | расформирован |

## Участие в операциях и битвах
- Любанская наступательная операция — с 1 апреля 1942 года по 30 апреля 1942 года
- Воронежско-Ворошиловградская операция — с 28 июня 1942 года по 24 июля 1942 года.
- Великолукская наступательная операция — с 24 ноября 1942 года по 20 января 1943 года.
- Прорыв блокады Ленинграда — с 12 января 1943 года по 30 января 1943 года.
- Смоленская стратегическая наступательная операция (Операция «Суворов»)[6] — с 7 августа 1943 года по 2 октября 1943 года
  - Спас-Деменская операция[6] — с 7 августа 1943 года по 20 августа 1943 года
  - Смоленско-Рославльская наступательная операция — с 15 сентября 1943 года по 2 октября 1943 года.
- Белорусская стратегическая наступательная операция (Операция «Багратион»)[6] — с 23 июня 1944 года по 29 августа 1944 года.
- Бобруйская операция — с 24 июня 1944 года по 29 июня 1944 года.
- Барановичская операция — с 5 июля 1944 года по 16 июля 1944 года.
- Восточно-Прусская операция — с 13 января 1945 года по 25 апреля 1945 года.
- Восточно-Померанская операция[6] — с 10 февраля 1945 года по 4 апреля 1945 года.
- Берлинская операция[6] — с 16 апреля 1945 года по 8 мая 1945 года

## Награды
263-й Померанский истребительный авиационный полк за образцовое выполнение боевых заданий командования в боях с немецкими захватчиками при овладении городами Штеттин, Гартц, Пенкун, Козелов, Шведт и проявленные при этом доблесть и мужество Указом Президиума Верховного Совета от 4 июня 1945 года награждён орденом «Суворова III степени».

## Почётные наименования
263-му истребительному авиационному полку 5 апреля 1945 года за отличие в боях за овладение городом Кезлин присвоено почётное наименование «Померанский»

## Благодарности Верховного Главнокомандования
За проявленные образцы мужества и героизма Верховным Главнокомандующим полку объявлялись благодарности:
- За овладение городом и крепостью Осовец[8]
- За овладение городами Найденбург, Танненберг, Едвабно и Аллендорф[9]
- За овладение городом Алленштайн[10]
- За овладение городом Эльбинг[11]
- За овладение городом и крепостью Гданьск[12]
- За овладение городом Штеттин[13]
- За овладение городами Штральзунд, Гриммен, Деммин, Мальхин, Варен, Везенберг[14]
- За овладение городами Росток и Варнемюнде[15]
- За овладение городами Барт, Бад-Доберан, Нойбуков, Барин, Виттенберге[16]
- За овладение портом и военно-морской базой Свинемюнде[17]
- За овладение островом Рюген[18]

## Отличившиеся воины полка
- Супрун Степан Павлович, подполковник, командир 401-го истребительного авиационного полка особого назначения 23-й смешанной авиационной дивизии Военно-Воздушных Сил Западного Фронта Указом Президиума Верховного Совета СССР 22 июля 1941 года удостоен звания дважды Герой Советского Союза. Посмертно.
- Алифанов, Николай Григорьевич командир 263-го истребительного авиационного полка, Указом Президиума Верховного Совета СССР от 1 мая 1957 года за мужество и героизм, проявленные при испытании новой авиационной техники удостоен звания Герой Советского Союза.
- Егоров Пётр Дмитриевич, полковник, командир 263-го истребительного авиационного полка 215-й истребительной авиационной дивизии 8-го истребительного авиационного корпуса 4-й воздушной армии Указом Президента России 14 апреля 1995 года удостоен звания Герой России. Золотая Звезда Героя России № 144.
- Зеленкин Михаил Михайлович, командир эскадрильи полка, Указом Президиума Верховного Совета СССР удостоен звания Герой Советского Союза 15 мая 1946 года будучи в запасе.
- Назаренко Дмитрий Павлович, воевал в составе полка с декабря 1944 года по май 1945 года, Указом Президиума Верховного Совета СССР удостоен звания Герой Советского Союза будучи командиром эскадрильи 131-го истребительного авиационного полка.

## Асыполка
Лётчики полка, сбившие 5 и более самолётов противника за годы Великой Отечественной войны:
| Ф. И. О.                                 | Количество сбитых лично | Количество сбитых в группе | Количество боевых вылетов | Количество проведённых воздушных боев |
| ---------------------------------------- | ----------------------- | -------------------------- | ------------------------- | ------------------------------------- |
| Алексеев Дмитрий Александрович           | 6                       | 10                         | 182                       | -                                     |
| Алифанов Николай Григорьевич             | 5                       | 1                          | 24                        | 6                                     |
| Голубничий Фёдор Фёдорович               | 7                       | 5                          | 329                       | -                                     |
| Дзуцев Михаил Антонович                  | 7                       | 1                          | -                         | -                                     |
| Егоров Пётр Дмитриевич                   | 6                       | 9                          | 269                       | 43                                    |
| Зеленкин Михаил Михайлович               | 28                      | 4                          | 264                       | 45                                    |
| Кондратьев Пётр Леонтьевич               | 7                       | 0                          | -                         | -                                     |
| Костенко Николай Максимович              | 8                       | 0                          | 165                       | 27                                    |
| Леонтьев Сергей Валериянович             | 16                      | 3                          | 247                       | -                                     |
| Макаров Николай Андреевич                | 6                       | 2                          | 202                       | -                                     |
| Мальченко Михаил Федосеевич              | 6                       | 0                          | 57                        | -                                     |
| Марченко Пётр Яковлеевич                 | 12                      | 3                          | 111                       | -                                     |
| Назаренко Дмитрий Павлович               | 18                      | 7                          | 500                       | 120                                   |
| Орлов Григорий Прокофьевич               | 12                      | 1                          | 100                       | -                                     |
| Питкевич (Петкевич) Виктор Станиславович | 8                       | 1                          | 220                       | 39                                    |
| Питолин Михаил Григорьевич               | 10                      | 4                          | 222                       | 24                                    |
| Попов Виктор Васильевич                  | 5                       | 3                          | 149                       | -                                     |
| Приступа Виктор Дмитриевич               | 8                       | 3                          | -                         | -                                     |
| Ракитин Михаил Павлович                  | 8                       | 4                          | -                         | -                                     |
| Растем Василий Фёдорович                 | 6                       | 1                          | 60                        | -                                     |
| Салов Александр Михайлович               | 5                       | 5                          | -                         | -                                     |
| Сапегин Лука Арсентьевич                 | 10                      | 5                          | 60                        | -                                     |
| Стадничук Иван Владимирович              | 6                       | 4                          | -                         | -                                     |
| Шулепко Георгий Ильич                    | 8                       | 1                          | -                         | -                                     |
| Хомяков Валентин Иванович                | 10                      | 8                          | более 200                 | -                                     |

## Статистика боевых действий
Всего за годы Великой Отечественной войны полком:
| Выполнено боевых вылетов | Сбито самолётов в воздухе | Уничтожено самолётов всего |
| ------------------------ | ------------------------- | -------------------------- |
| 7542                     | 288                       | 398                        |

Свои потери:
| Потеряно самолётов, всего | Погибло лётчиков всего | Из них погибло в воздушных боях | Из них не вернулось с боевого задания |
| ------------------------- | ---------------------- | ------------------------------- | ------------------------------------- |
| 82                        | 70                     | 41                              | 29                                    |

## Базирование
| Период            | Аэродромы           |
| ----------------- | ------------------- |
| 04.1945 — 05.1945 | Пренцлау, Германия  |
| 05.1945 — 07.1945 | Дамгартен, Германия |
| 07.1945 — 12.1945 | Габберт, Польша     |
| 12.1945 — 03.1947 | Пренцлау, Германия  |

| МиГ-3 | Ла-7 | Ла-5 |

## Самолёты на вооружении
| Период            | Самолёты |
| ----------------- | -------- |
| 06.1941 — 1942    | МиГ-3    |
| 1942 — 1942       | ЛаГГ-3   |
| 10.1942 — 1945    | Ла-5     |
| 04.1945 — 03.1947 | Ла-7     |